# セドリック・シ・モハメド
セドリック・シ・モハメド（Cédric Si Mohamed 、1985年1月9日 - ）は、フランス・ロアンヌ出身のプロサッカー選手。サッカーアルジェリア代表。ポジションはGK。

## 経歴

### クラブ
シニアデビュー以来、フランス全国選手権所属のアマチュアクラブを転々とした。2009年に父親の祖国であるアルジェリアに渡り、JSMベジャイアでプロデビュー。2011年と2012年にはアルジェリア・シャンピオナ・ナシオナルで準優勝した。

### 代表
自身はフランス生まれながら、父親がアルジェリア出身のためアルジェリア代表を選択した。
2009年10月、アフリカネイションズチャンピオンシップ2011予選に向けた代表Bチームのキャンプに招集された。2010年3月3日、リヒテンシュタインとBチームの試合に出場した。2012年5月26日、ブリダで開催されたニジェール代表とのフレンドリーマッチでスタメン出場し初キャップ。
2014年、ブラジルで開催されたワールドカップに第3キーパーとして大会に参加した。

## 代表歴

### 出場大会
- アルジェリア代表
  - 2014 FIFAワールドカップ

### 試合数
- 国際Aマッチ 1試合 0得点（2012年）[4]

| アルジェリア代表 | 国際Aマッチ | 国際Aマッチ |
| 年               | 出場        | 得点        |
| ---------------- | ----------- | ----------- |
| 2012             | 1           | 0           |
| 通算             | 1           | 0           |